# Guerra de Transnístria
La Guerra de Transnístria es refereix a una sèrie de conflictes armats a petita escala que van esclatar entre la Guàrdia Republicana de Transnistria, milicians i unitats cosaques, recolzades pel 14è exèrcit rus i la policia i exèrcit moldaus, començat el novembre de 1990 a Dubăsari (rus: Дубоссáры, romanitzat: Dubossary). La lluita es va intensificar l'1 de març de 1992, quan Moldàvia que acabava d'independitzar, va ser reconeguda per les Nacions Unides. Es va alternar amb alguns períodes d'alto el foc, va durar tota la primavera fins al començament de l'estiu de 1992, quan un alto el foc definitiu, que ha estat respectat fins ara, va ser declarat el 21 de juliol.

## Antecedents

### Antecedents històrics
Abans de l'ocupació soviètica de Besarabia i Bukovina del Nord i la creació de l'RSS de Moldàvia el 1940, la part besarabiana de Moldàvia, és a dir la part situada a l'oest del riu Dnièster (Nistru), estava unida a Romania (1918 - 1940). El pacte Mólotov-Ribbentrop entre la Unió Soviètica i l'Alemanya nazi, que van resultar en els fets esdevinguts el 1940, van ser denunciats per l'actual Moldàvia com a «nul i inexistent» a la seva Declaració d'independència de 1991. No obstant això, després de la dissolució de la Unió Soviètica, els canvis territorials de 1940 seguien vigents.
Abans de la creació de l'RSS de Moldàvia, l'actual Transnístria formava part de l'RSS d'Ucraïna, com una república autònoma anomenada República Autònoma Socialista Soviètica de Moldàvia, amb Tiraspol com a capital (1924-1940). Aquesta república cobreix aproximadament els 10 % del territori moldau.

### Antecedents polítics
A la fi de la dècada de 1980, la situació política de la Unió Soviètica canviava a causa de la política de Gorbatxov com la perestroika i el glásnost, que permetien certa liberalització política a nivell regional (de república). A l'RSS de Moldàvia, com en altres parts de la Unió on els russos eren una minoria ètnica, els partits que propugnaven un renéixer nacional van esdevenir la major força política. No obstant això, alguns russos veien aquestes tendències com una manifestació d'un nacionalisme exclusivista. Aquesta oposició als nous corrents polítics es va manifestar de forma més palpable a Transnístria, on, al contrari de la resta de l'RSS de Moldàvia, els ciutadans d'ètnia moldava (39,9 %) eren minoria enfront dels de majoria eslava de russos i ucraïnesos (53,8 %) segons dades del cens de 1989 a Transnístria.
Des de setembre de 1989, es van produir fortes protestes a la regió en contra dels moviments nacionalistes del govern central. Mentre que alguns creuen que la combinació d'una història diferent (especialment en el període entre 1918 i 1940) i de la por dels moldaus a ser discriminats va donar lloc als desitjos separatistes, uns altres pensen que les tensions estrictament ètniques no poden explicar completament el conflicte. John Mackinlay i Peter Cross van estudiar els informes de baixes i van trobar un nombre significatiu de transnitris com de moldaus que van lluitar junts en ambdós bàndols de la guerra. Per això, suggereixen que el conflicte és de naturalesa sobretot política.
El 31 d'agost de 1989, el Soviet Suprem de l'RSS de Moldàvia va aprovar dues lleis. Una feia del moldau llengua oficial, en lloc del rus, que era la llengua oficial de tota la Unió Soviètica. La segona llei aprovava el retorn de l'alfabet romanès de tipus llatí. El terme llengua moldava era utilitzat a l'antiga Unió Soviètica per descriure un dialecte virtualment igual a l'idioma romanès entre els anys 1940 i 1989.
El 27 d'abril de 1990, el Soviet Suprem de l'RSS de Moldàvia va adoptar la bandera tricolor tradicional (blava, groc i vermell) amb l'escut moldau i va canviar l'himne nacional al «Deşteaptă-et, române!», la cançó revolucionària de 1848 que també havia estat l'himne de Romania abans de 1946 i després de 1989. A la fi del mateix any (1990), les paraules Soviètica i Socialista van ser eliminades del nom del país, que va passar a anomenar-se República de Moldàvia. Aquests fets, al costat de la fi del domini comunista a la veïna Romania al desembre de 1989 i l'obertura parcial de la frontera entre Moldàvia i Romania el 6 de maig de 1990, van fer que molts a Transnístria i Moldàvia creguessin que la unió entre Romania i Moldàvia era inevitable, la qual cosa significava que el rus mai tornaria a ser llengua oficial. Al moment de l'esclat de la guerra, la majoria en tots dos bàndols de Moldàvia pensaven que, en un futur proper, Moldàvia s'uniria a Romania, deixant a la minoria russa alienada.

### Conflicte polític
Les lleis sobre l'idioma presentaven un problema particularment farragós, ja que una gran proporció de la població no moldava de l'RSS de Moldàvia no parlava moldau (romanès). El problema de l'idioma oficial a l'RSS de Moldàvia s'havia convertit en un nus gordià, que va ser exagerat i, potser, polititzat intencionadament. Alguns veien les noves lleis com a discriminatòries i van criticar la seva ràpida implantació. Uns altres, no obstant això, es queixaven que les lleis no es complien.
Els diferents antecedents històrics abans de 1940, les diferències ètniques, la composició social (fins a un terç de la població de Transnístria eren emigrants nouvinguts d'altres regions de l'antiga URSS), les diferències socioeconòmiques (un nombre més gran de treballadors industrials i qualificats a Transnístria que a la resta de Moldàvia) i el rerefons polític, van fer ressorgir els sentiments separatistes.
Les protestes de Transnístria enfront del govern central anaven acompanyades de moviments polítics a favor d'una major autonomia i autogovern en els assumptes locals. La policia moldava va dur a terme la seva primera acció contra els separatistes el 12 de juny de 1990 a Dubăsari, com a resposta a unes decisions que haguessin aïllat de forma efectiva parts de Transnistria respecte del govern central.
El 2 de setembre de 1990, es proclama la República Moldava Pridnestroviana (RMP); «Pridnestroviana» és el nom de Transnístria en rus. El 22 de desembre de 1990 el president Mikhaïl Gorbatxov va signar un decret que declarava invàlides les decisions del Segon Congrés dels Diputats de Transnistria del 2 de setembre. Durant dos mesos, les autoritats moldaves es van abstenir de prendre mesures contra aquesta proclamació. Transnístria va ser una de les repúbliques no reconegudes que van sorgir per tota l'URSS, al costat de Abcàsia, Osetia del Sud i l'Alt Karabakh. Els fets que van resultar en la independència de facto de les altres tres van ser tan similars que alguns hi veien el resultat del càstig infligit a Moldàvia i Geòrgia per l'antic aparell soviètic. Encara que pràcticament cap país no ha reconegut cap de les quatre (només Rússia, Veneçuela i Nicaragua han reconegut Ossètia del Sud i Acàsia), totes avui dia, mantenen relacions oficials entre elles.
Després del fracàs del cop d'estat soviètic de 1991, el parlament moldau va aprovar la Declaració d'Independència de la República de Moldàvia. La declaració es referia específicament al pacte Mólotov-Ribbentrop, declarant-ho «nul i inexistent». Reclamava que les conseqüències polítiques i legals del mateix fossin eliminades. Ressaltava, entre altres fets, que la unió de Transnístria i la zona oest de Moldàvia, anteriorment romanesa, havia estat una ocupació a la qual mancava qualsevol tipus de base legal. La RMP va interpretar aquesta declaració com una dissolució efectiva de la unió d'ambdues riberes del Dniéster de 1940. No obstant això, Moldàvia no estava d'acord amb aquesta idea, ja que una gran part del territori ocupat el 1940 per la URSS pertanyia ara a Ucraïna, així que va prendre immediatament mesures per reafirmar la seva sobirania sobre la totalitat del territori de l'ara dissolta RSS de Moldàvia.
Aleshores, la República de Moldàvia no tenia cap exèrcit propi, per la qual cosa va començar a crear-lo a principi de 1992, coincidint amb el començament de la guerra. El nou parlament moldau va sol·licitar a l'extint govern de l'URSS «que comencin les negociacions amb el govern moldau per posar fi a l'ocupació il·legal de la República de Moldàvia i la retirada de les tropes soviètiques del territori moldau».
Quan, el 29 d'agost de 1991, el líder independentista transnistri Igor Smirnov i altres tres diputats van arribar a Kíev, capital d'Ucraïna, per reunir-se amb el líder ucraïnès Leonid Kravchuk, Smirnov i Andréi Cheban van ser arrestats per la policia moldava i immediatament empresonats a una presó a Moldàvia.
A la fi de 1991, la policia de Tiraspol i Rîbniţa van jurar lleialtat a la RMP.

## Forces

### Bàndol moldau

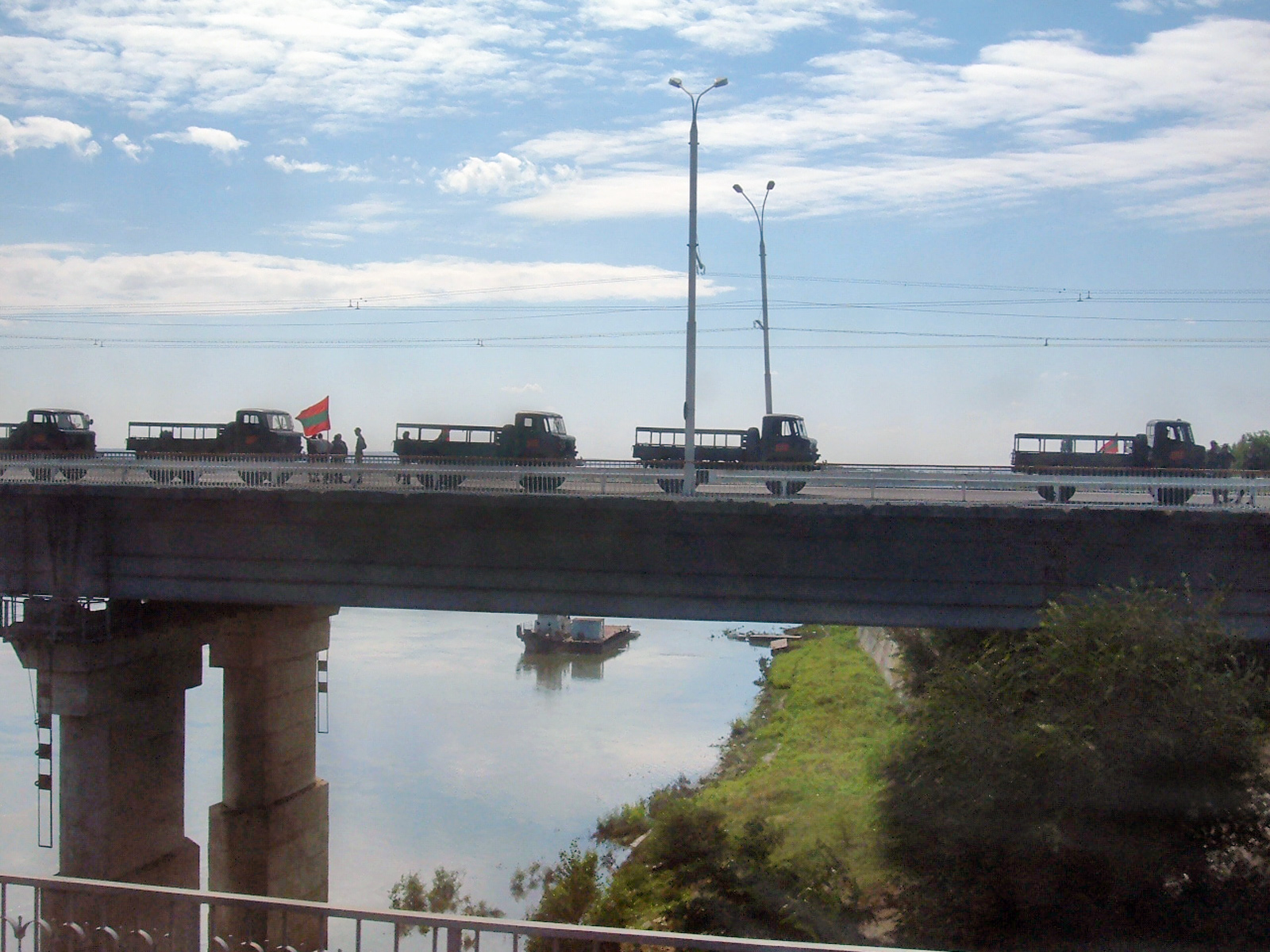
Camions de la RMP creuant el pont entre Tiráspol i Bendery

El 1992, les tropes de Moldàvia depenien del Ministeri de l'Interior. El 17 de març d'aquest mateix any, van començar a reclutar efectius pel nou Ministeri de Defensa. El juliol del 1992, les forces armades moldaves s'estimaven en un nombre entre 25.000-35.000, incloent policies convocats, reservistes i voluntaris, sobretot provinents de pobles propers a la zona del conflicte.
A més d'armament militar soviètic heretat després de la independència, Romania va lliurar armes a l'exèrcit moldau.Romania també va enviar consellers militars que van entrenar les forces armades i la policia moldava, així com voluntaris per ajudar Moldàvia en la guerra.

### Bàndol transnistri
D'altra banda, el 14è exèrcit rus, establert en territori moldau, va donar suport al bàndol transnistri amb 14.000 soldats professionals. Les autoritats de la RMP comptaven amb 9.000 milicians entrenats i armats pel 14è exèrcit.
A aquests efectius cal afegir un nombre indeterminat de voluntaris provinents d'arreu de la Federació Russa: cosacs del Don, de Kubán, d'Orenburg i de Sibèria es van unir als separatistes. No hi ha un consens general sobre el nombre de voluntaris que van lluitar en el bàndol transnistri ni sobre el paper militar que van exercir en el conflicte. Les estimacions abasten des d'un mínim de 200 fins a un màxim de 3.000. A aquests se'ls sumen uns 6.500 tropes del 14è exèrcit rus.
A causa de la seva composició heterogènia, resulta difícil estimar la força militar de la RMP. No obstant això, se sol acceptar que era tan gran, si no major, que la de Moldàvia, com demostra el fet que les forces de la RMP van ser capaces de rebutjar les forces moldaves a la ciutat de Bender.

## Implicació del 14è exèrcit
L'oficial al comandament del 14è exèrcit, el general G. I. Yákovlev, recolzava obertament la nova república RMP. Va permetre que les unitats militars de la RMP se servissin magatzems d'armes. Les tropes russes no s'hi van oposar, ans al contrari, en molts casos van ajudar les tropes de la RMP a armar-se, lliurant-los armes i obrint-los els magatzems de munició.
Yákovlev, va participar finalment en la creació de la RMP, va ser membre del Soviet Suprem de la mateixa i va acceptar el càrrec de president del Departament de Defensa el 3 de desembre de 1991, la qual cosa va suposar la seva substitució en les forces armades russes pel comandant en cap de les forces armades de la Comunitat d'Estats Independents, Yevgueni Sháposhnikov.
El successor de Yákovlev, el general Yuri Netkachev va adoptar una posició molt més neutral en el conflicte. No obstant això, els seus intents de mediació entre Chișinău i Tiraspol no van donar fruits i la situació va escalar cap a un conflicte militar obert al juny de 1992. El 23 de juny, després d'una ofensiva de les forces moldaves, el general Aleksandr Lébed va arribar a les casernes del 14è exèrcit amb l'ordre d'inspeccionar l'exèrcit, impedir el robatori d'armament, parar el conflicte armat amb tots els mitjans disponibles i evacuar les armes i personal de l'exèrcit de territori moldau, travessant el territori ucraïnès. Després d'avaluar la situació, va prendre el comandament de l'exèrcit, va rellevar Netkachev i va ordenar a les tropes prendre part directa en el conflicte. El 3 de juliol a les 03.00, un atac massiu de l'artilleria que el 14è exèrcit tenia al marge esquerre del Dniéster va arrasar les forces moldaves concentrades al bosc de Gerbovetskii, prop de Bendery, i va terminar de forma efectiva la fase militar del conflicte.
Una frase atribuïda a Lébed demostra el seu suport a la causa transnistria: «Estic orgullós que hàgim ajudat a Transnístria contra aquests feixistes moldaus». No obstant això, tampoc tenia un especial respecte pels líders transnistris, que freqüentment els va tractar de criminals i bandits. En una altra ocasió hauria dit: «He dit als hooligans [separatistes] de Tiraspol i als feixistes de Chișinău: ‘si no pareu de matar-vos entre vostès, vindré i vos mataré à trets a tots amb els meus tancs'.»

## Conflicte militar
Ja hi havia hagut unes primeres víctimes mortals. El 2 de novembre de 1990, dos mesos després de la declaració d'independència de la RMP l'agència de notícies New Region va informar que tropes moldaves havien entrat a Dubăsari amb la intenció de escindir Transnístria. Van ser detinguts pels habitants del poble, que havien bloquejat el pont sobre el Dniéster a la vila de Ceadîr-Lunga, prop de Dubăsari; les forces moldaves van obrir foc en un intent de creuar el pont. En el transcurs de l'enfrontament, tres ciutadans de Dubăsari, Oleg Geletiuk, Vladimir Gotkas i Valerie Mitsuls, van morir en l'encreuament de trets entre moldaus i separatistes, 16 persones van ser ferides.
Les forces moldaves van intentar creuar el pont de Lunga una segona vegada el 13 de desembre de 1991. 27 soldats transnistris van ser fets presoners i quatre soldats moldaus (Ghenadie Iablocikin, Gheorghe Caşo, Valentin Mereniuk i Mihai Arnăut) van morir, sense que Moldàvia va fer el cop de creuar el pont. Després d'aquest segon intent, va haver-hi una treva fins al 2 de març de 1992
La fase militar del conflicte va començar el 2 de març de 1992, amb un nou intent moldau de creuar el pont. El conflicte es va desenvolupar a tres àrees a la riba del riu Dniéster. Va començar tot just el dia al qual Moldàvia va ser admesa com a membre de les Nacions Unides, és a dir, el dia que va rebre el reconeixement universal de la seva independència. La fase militar va durar fins al 21 de juliol d'aquest mateix any.

### Zona de Cocieri-Dubăsari
La primera de les zones on es va desenvolupar el conflicte militar va ser a la riba esquerra del Dniéster, als pobles, ordenats de nord a sud, de Molovata Nouă, Cocieri, Corjova i la ciutat de Dubăsari, que formen una zona habitada pràcticament contigua de 10 a 12 quilòmetres de longitud al marge del riu. L'única connexió amb la riba dreta des dels pobles és un ferri. Dubăsari compta amb dos ponts.
L'1 de març de 1992, Igor Shipcenko, el cap de la milícia de la RMP a Dubăsari, va ser assassinat per un adolescent, però es va inculpar la policia moldava. Encara que petit, l'incident va ser suficient per detonar la ja tibant situació. Com a resposta, els cosacs que havien vingut de Rostov del Do a recolzar al bàndol transnistri, van assaltar la comissaria de Dubăsari durant la nit. El president moldau, Mircea Snegur, temerós que esclatés un conflicte armat, va ordenar als 26 policies que es rendissin als cosacs. Més tard van ser intercanviats pel Tinent-General Yákovlev. Els policies moldaus del districte de Dubăsari lleials a Chișinău, en lloc de tornar al treball a la zona ocupada de Dubăsari, es van concentrar a Cocieri.
El 2 de març de 1992, alguns habitants de Cocieri, després de sentir les notícies sobre la situació a Dubăsari, van entrar en un petit dipòsit d'armes per equipar-se per lluitar contra la RMP. Tres d'ells (Alexandru Luchianov de Cocieri, Alexandru Gazea de Molovata i Mihai Nour de Roghi) van morir, però això no va evitar que els transnistris fossin derrotats a Cocieri. Els oficials de l'exèrcit i les seves famílies van ser obligats a abandonar el poble. Els dies següents, van arribar més policies per ferri provinents de la riba dreta del Dniéster, i van organitzar una línia defensiva al voltant dels tres pobles, mentre que l'exèrcit de la RMP mantenia el control de Dubăsari. Durant les setmanes següents, tant Moldàvia com la RMP van reunir una gran quantitat de tropes a la zona, combatent en una guerra de trinxeres, amb algun alto el foc intermitent.

### Zona de Coșnița
El 13 de març, es va produir un desenvolupament similar a la zona dels pobles de Coșnița, Pîrîta, Pohrebea i Dauroțcaia. Així, es va consolidar un segon cap de pont al marge esquerre del riu, al sud de Dubăsari.